# Nacional Potosí
Nacional Potosí ist ein Sportverein aus Potosí, Bolivien, der hauptsächlich für seine Fußballabteilung bekannt ist. Er wird aufgrund der roten Trikotfarbe auch „La Banda Roja“ genannt.

## Geschichte
Der Klub wurde 1942 gegründet und ist damit einer der ältesten Fußballvereine des Landes. Im Jahr 2004 hat Emilio Alave den damaligen Zweitligisten übernommen. Im Jahr 2007 scheiterte Nacional Potosí im Play-off-Spiel um den Aufstieg in die Liga de Fútbol Profesional Boliviano, der dann im Folgejahr als Zweitligameister gelang. Der Klub stieg 2009 direkt wieder ab, und erneut gelang es ihm, darauf als Zweitligameister aufzusteigen. Seitdem hat sich der Klub in der 1. Liga etabliert und konnte sich 2014 erstmals für die Copa Sudamericana qualifizieren.

## Erfolge
Meister Segunda Division (Copa Simón Bolivar): 2008, 2010